# Seignosse

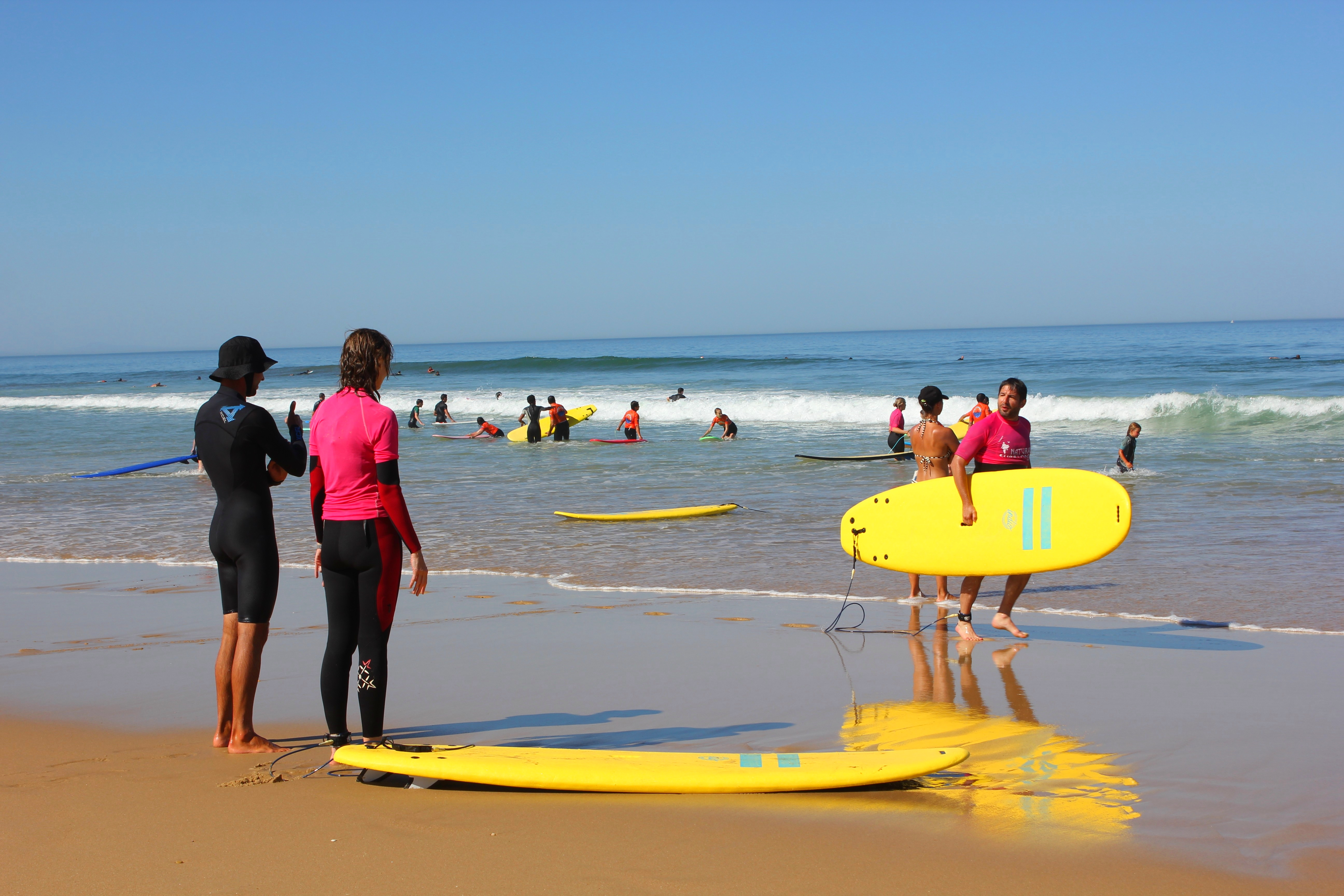
Una escuela de surf

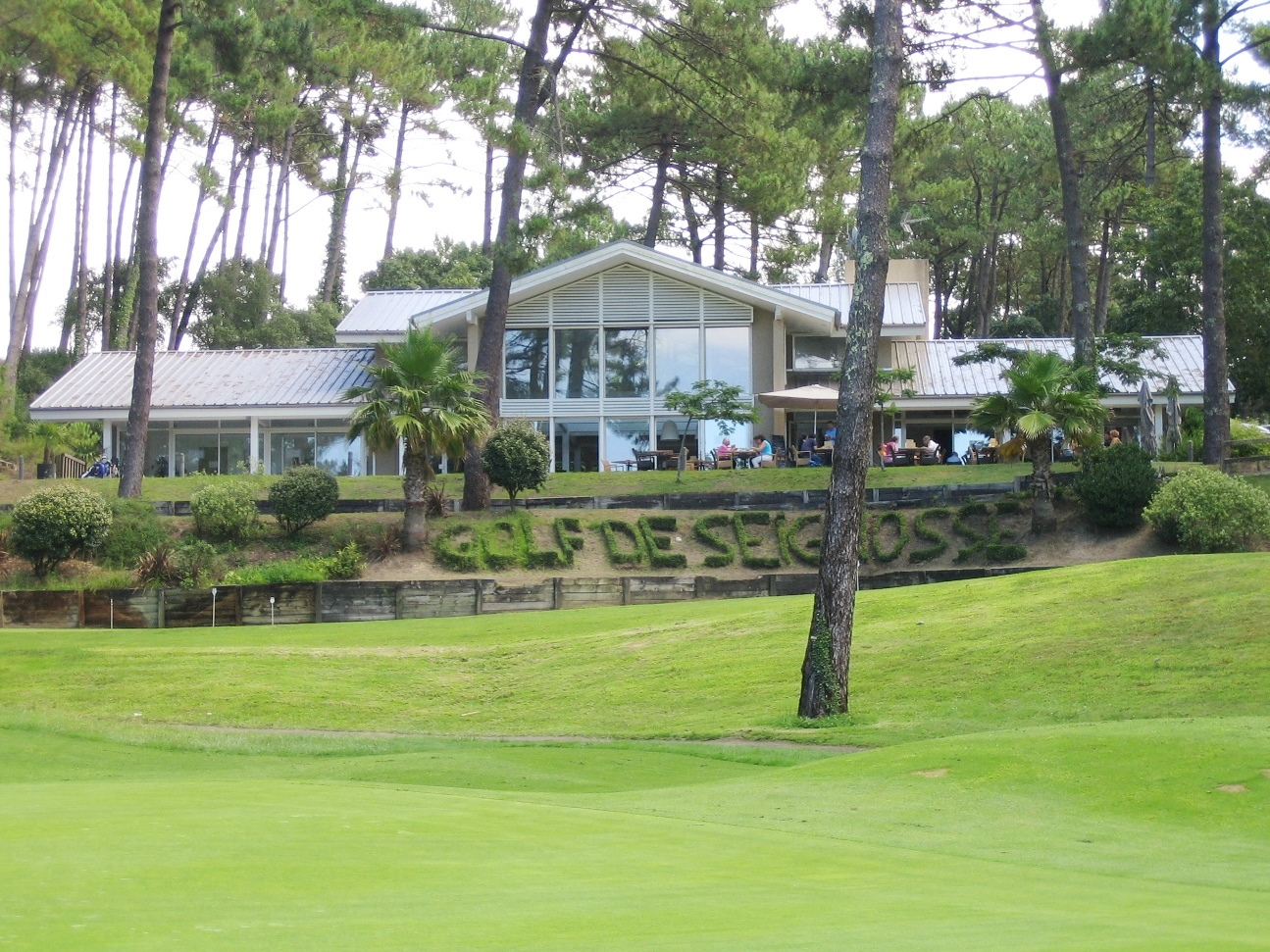
El campo de golf

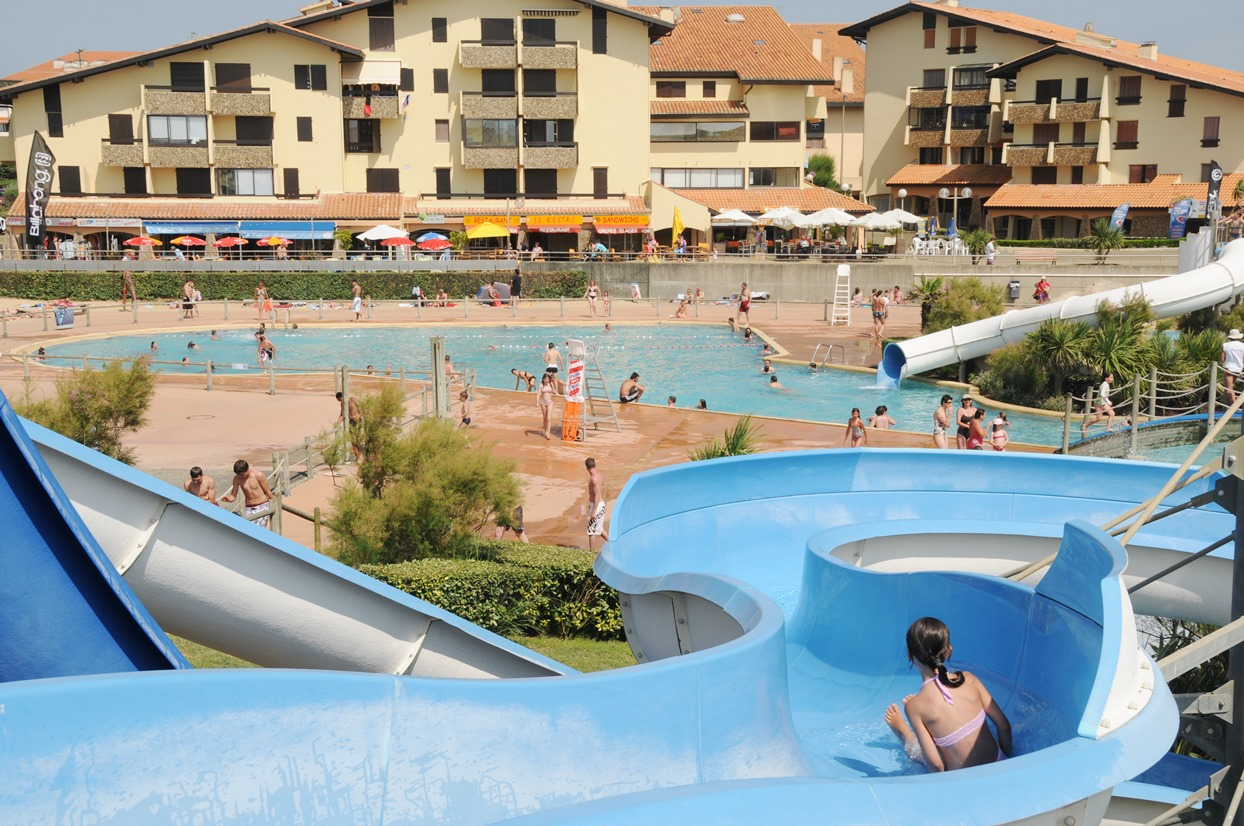
El parque acuático

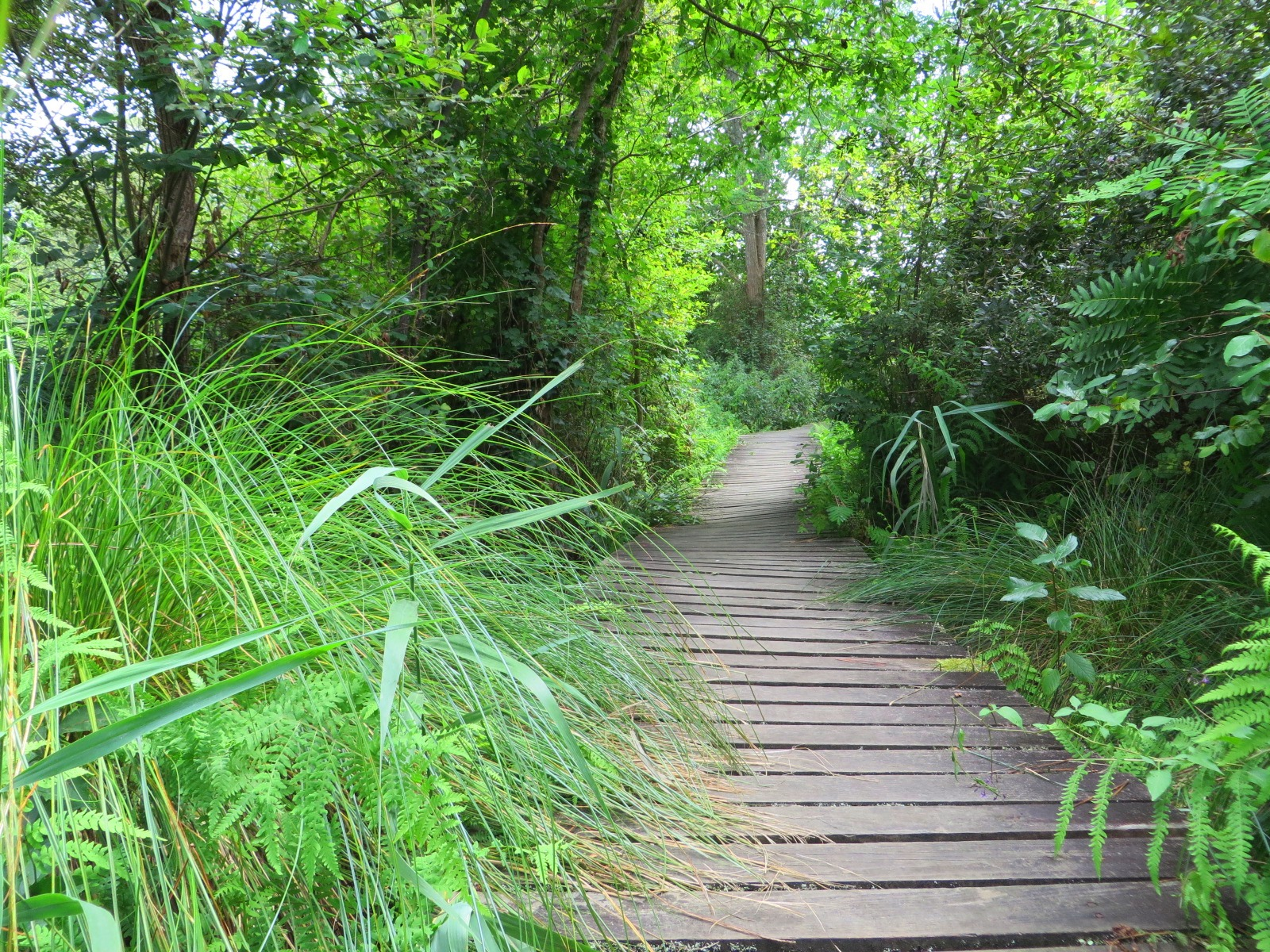
La reserva natural de "Etang Noir"

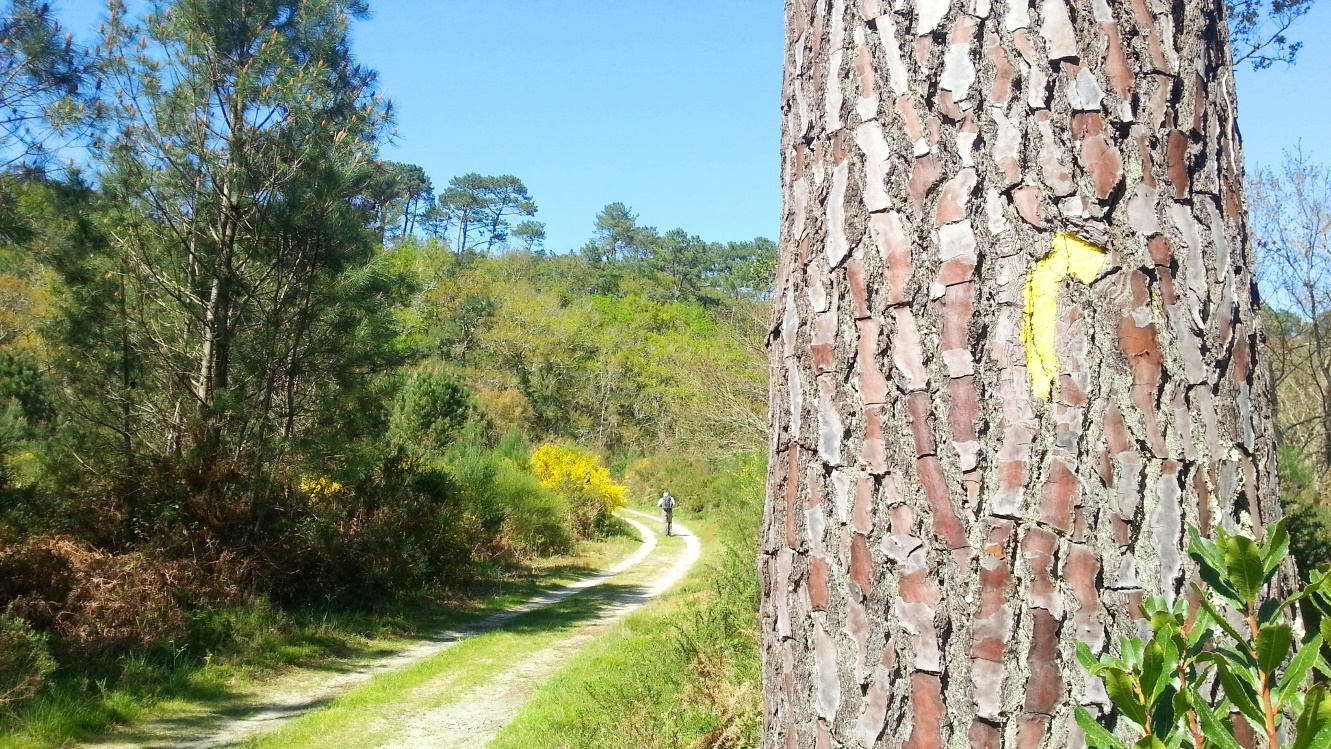
Un sendero señalizado

 Seignosse  (en occitano Senhòssa-Lo Penon) es una población y comuna francesa, situada en la región de Aquitania, departamento de Landas, en el distrito de Dax y cantón de Soustons. El centro balneario de Le Penon se encuentra a cinco kilómetros del pueblo, a orillas del océano Atlántico (playas vigiladas), en la Costa de Plata. Limita al norte con Soustons, al este con Tosse y Saubion, al sur con Soorts-Hossegor y al oeste con el océano Atlántico.

## Demografía
| 641 | 769 | 1003 | 1404 | 1630 | 2427 | 2,955 |
| Para los censos de 1962 a 1999 la población legal corresponde a la población sin duplicidades (Fuente: INSEE [Consultar]) |     |      |      |      |      |       |

## Turismo y ocio

### El surf
Seignosse es un lugar referente en el surf. Con Biarritz y Hossegor, Seignosse es una de las cunas del surf en Francia (sede de la Federación francesa de Surfing de 1977 a 1984). Hoy día los spots de surf de Hossegor/Seignosse/Capbreton son conocidos por los surfistas. Seignosse cuenta con una treintena de escuelas de surf que ejercen en las olas de Seignosse porque están de una gran regularidad para iniciarse en el surf. Cada año se organiza en Seignosse conjuntamente con Hossegor una prueba del campeonato del mundo de surf profesional así como muchas otras competiciones todo el año. 

### El golf
Seignosse cuenta con un campo de golf de 18 hoyos. El recorrido se asienta sobre una superficie de 70 hectáreas y fue diseñado en 1989 por el arquitecto francés Pierre Thévenin y el arquitecto americano Robert van Hagge que ha diseñado más de 300 recorridos. Este recorrido de 18 hoyos (Par 72 de 6 124 m) con obstáculos de agua, elegido mejor campo de golf de Francia por los operadores ingleses, se extiende en un paraje ondulado, plantado con pinos y alcornoques.

### El parque acuático
Seignosse cuenta con un parque acuático : Atlantic Park. Posee 2 800 m² de estanques con agua calentada, toboganes multipistas, aguatubo espiral, kamikaze y superkamikaze de 9 m de altura. Tiene también baños de burbujas, estanques de 25 m, un río a contracorriente para los aficionados a la natación, piscina infantil con minitoboganes para los niños. Se halla también un bar restaurante y merenderos sombreados.

### La reserva natural de Etang Noir
Una pasarela de madera permite adentrar en el corazón de las landas húmedas con una vegetación densa donde se esconden numerosas especies animales protegidas. Al final de la pasarela se halla la laguna negra. Se organizan visitas guiadas durante la temporada. En el centro de recepción hay una documentación completa y pedagógica sobre la flora y fauna de la zona.

### El Etang Blanc
La laguna blanca se ubica en un entorno natural rodeado de pinos y alcornoques. Se puede pescar o dar un paseo en barca de remos. La laguna blanca está salpicada de puestos de caza de patos llamados localmente "tonnes".

### Seignosse andando o en bici
Seignosse cuenta con 40 kilómetros de senderos forestales señalizados. Se halla en Seignosse 20 kilómetros de carril bici incluyendo "La Vélodyssée", recorrido que bordea la costa atlántica francesa, de Bretaña al País Vasco.

## Economía
Sus dos pilares económicos son la artesanía en madera y el turismo.

### Cultura local y patrimonio
- La iglesia "Saint André" en Seignosse-Bourg : construida, en el siglo XIII, fue dedicada a Saint André, el patrón de Seignosse. Parte de la iglesia fue destruida durante la Revolucíón francesa. La mayor parte de la iglesia es hecha de piedras. El campanario de estilo gótico es hecho de piedras de "Angoulême". Antaño la campana tocaba a rebato para alertar del fuego.
- La iglesia "Sainte Thérèse" en Penon : fue construida en 1973.
- El lavadero : antaño era el lugar donde las lavanderas se encontraban para la colada.
- El frontón : es la pared donde se practica el juego de pelota vasca.
- La sala de espectáculos de "Bourdaines" : con capacidad para 2 500 personas, acoge conciertos, espectáculos y festivales todo el año.

#### Seignosse Océan
Es una ciudad costera clasificada, ubicada a orillas del océano (5 kilómetros al oeste del casco antiguo de Seignosse-Bourg). La ciudad costera fue creada en los años 1970. Seignosse cuenta con 4 playas vigiladas que se extienden por 6 kilómetros : playa de Casernes, playa de Penon, playa de Bourdaines, playa de Estagnots. Se encuentran en Seignosse Océan numerosas tiendas, cámpines y poblados de vacaciones. Pasó a llamarse Seignosse Océan en 2009.

#### Gastronomía
La ciudad tiene una larga tradición culinaria landesa con sus productos locales : pato de granja, foie gras, espárragos, kiwis, buey de "Chalosse".

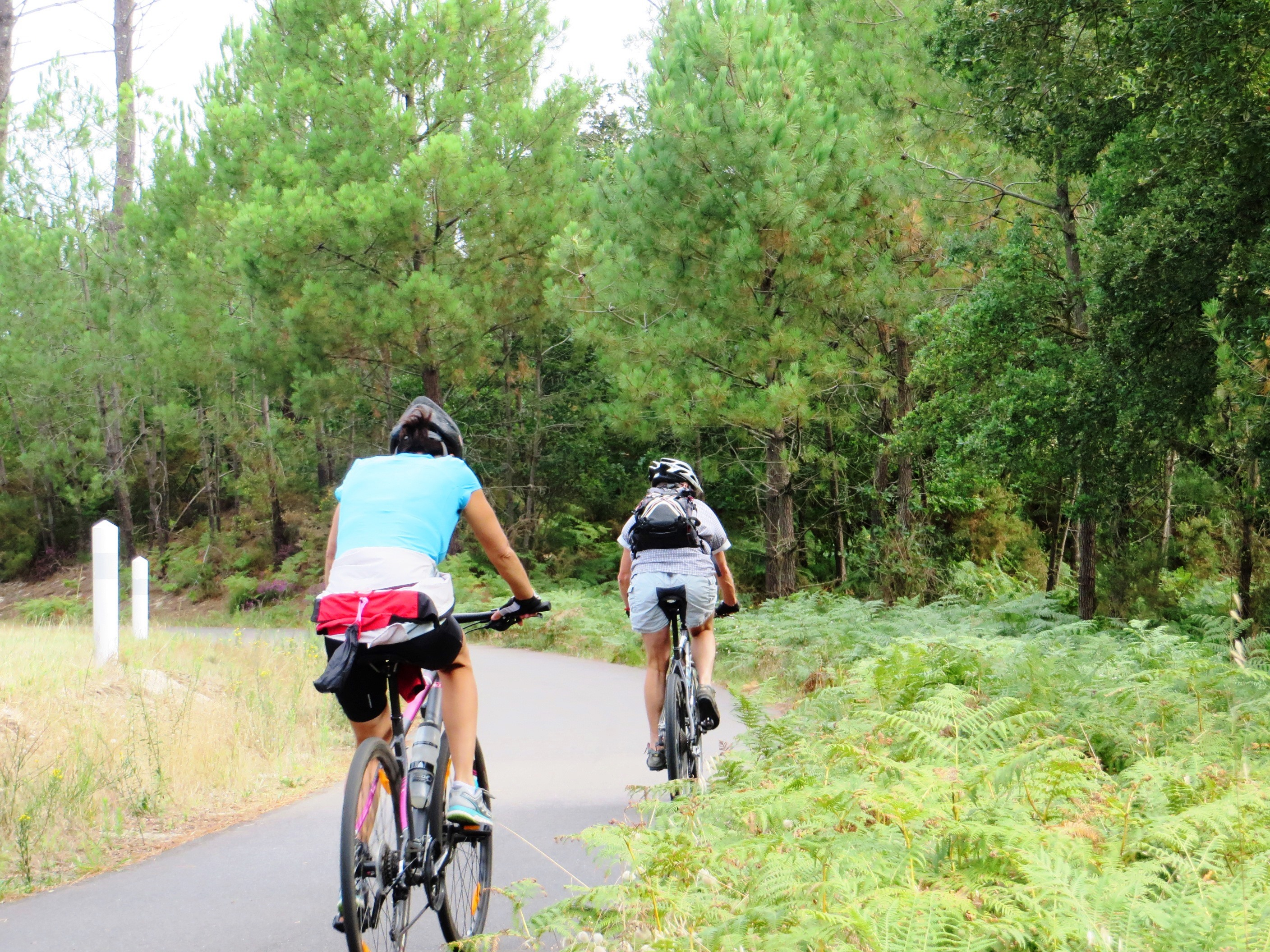
"La Vélodyssée"

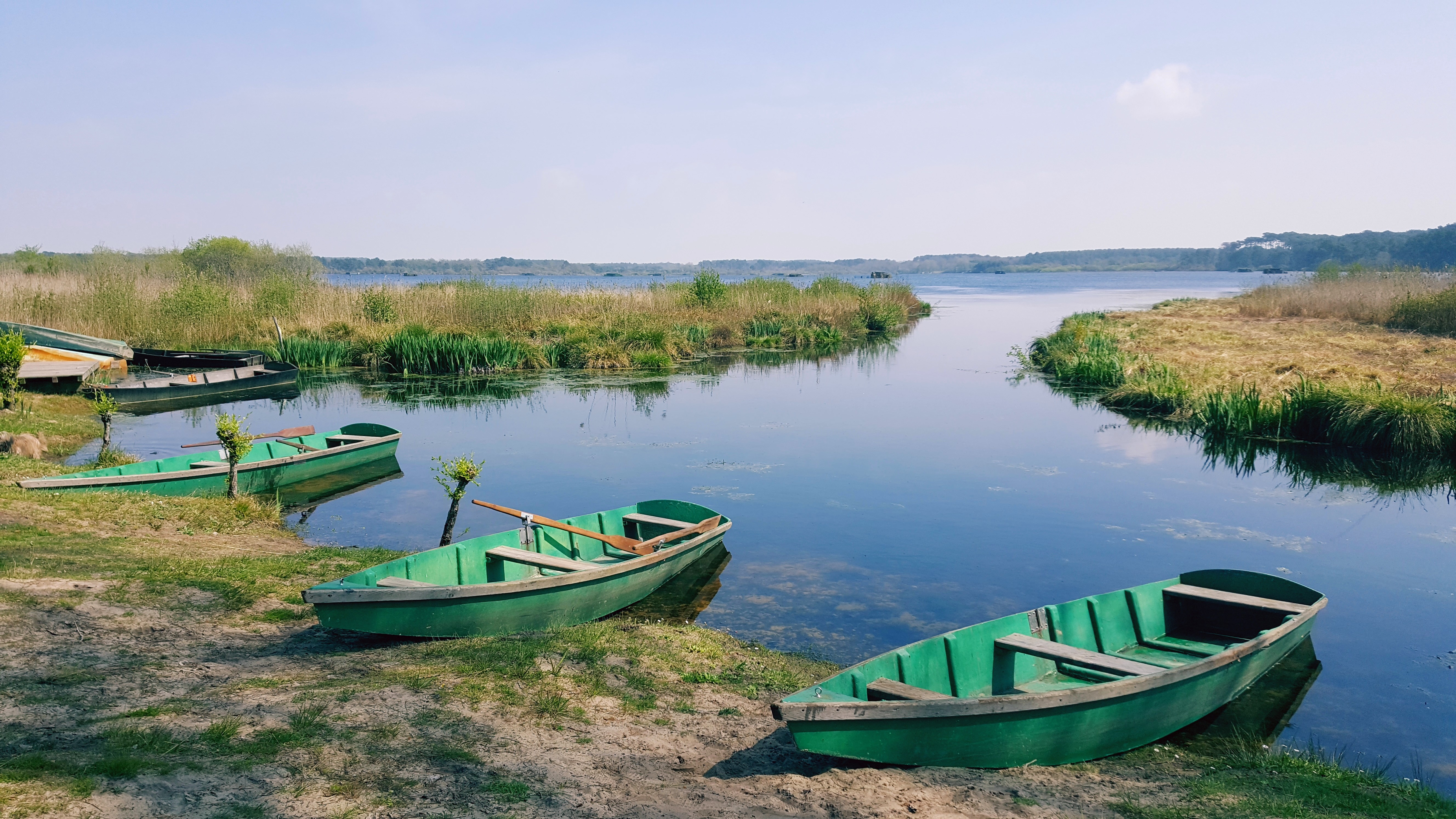
El "Etang Blanc"